# Nicolaus Lundius
Nicolaus Andreas Lundius, född 1656, troligen i Nasafjäll, död september 1726 i Jokkmokk, var en samisk klockare och författare.

## Familjeförhållanden
Nicolaus Lundius var son till Andreas Petri Lundius (död 1665), som var en samisk präst som blev pastor i Arvidsjaur 1640. Denne ska ha avskedats från tjänsten, anklagad för att ha begått hor och flyttat till den nyupptäckta silverfyndigheten i Nasafjäll och bland annat varit tolk i Lule lappmark. Han blev senare präst i Jokkmokks församling.

## Biografi
Nicolaus Lundius skrevs in vid Uppsala universitet Uppsala 1674, två år efter Olof Sirma, och skrev på uppmaning av professor Johannes Schefferus texten Descriptio Lapponiae ("Beskrivning av Sameland"). Texten är skriven på svenska med uttryck på samiska och på latin. Denna text blev ett viktigt tillskott när Schefferus arbetade fram den andra versionen av sitt stora verk Lapponia.
Nicolaus Lundius blev klockare i Jokkmokk samt nybyggare i Storluleå, vilket kan ha varit antingen Kuouka eller Porsi.
| ”                                         | Det var en lappdiäken i Uhmå lappSchola, effter han där ifrån kommit hafwer åt af samma rot blef han straxt tokoker /…/ och låpp så i skogen ifrån första böndagan till den sidsta och icke förtärde det ringesta, utan i medlertid kom han till ett ställe som lapparna hade tårr fisk, blifwer han frälst, och och begynte så besinna sig: när han blef god sade han sig hafwa kommit öfwer 9 älfwor och icke wiste huru han öfwer dem kommit hafwer: | „ |
| – Nicolaus Lundius i Descriptio Lapponiae | |   |